# Irische Badmintonmeisterschaft 2003
Die Irische Badmintonmeisterschaft 2003 fand am 8. und 9. Februar 2003 im Baldoyle Badminton Centre in Dublin statt.

## Die Titelträger
| Disziplin    | Sieger                        |
| ------------ | ----------------------------- |
| Herreneinzel | Ciaran D’Arcy                 |
| Dameneinzel  | Jennie King                   |
| Herrendoppel | Bruce Topping Mark Topping    |
| Damendoppel  | Fiona Glennon Pauline Glennon |
| Mixed        | Donal O’Halloran Keelin Fox   |